# Незалежна асоціація банків України
Незалежна асоціація банків України (НАБУ) — найбільше в Україні банківське об'єднання (станом на 01.07.2017 року сукупні активи банків-членів НАБУ складають більше 95 % усіх активів банківської системи України), створене з метою сприяння стабільному функціонуванню та розвитку банківського ринку країни та всебічного захисту інтересів української банківської спільноти.

## Історія
- 4 листопада 2011 року за ініціативою провідних банків країни, були проведені Установчі збори Незалежної асоціації банків України (НАБУ). На зборах були присутні представники 80 фінансових установ. Зборами прийнято рішення про створення Незалежної асоціації банків України (НАБУ).
- Установчі документи підписали 57 банків, включаючи 13 банків з першої групи за класифікацією Національного банку України.
- 1 грудня 2011 року відбулося засідання Ради НАБУ, яка ухвалила рішення про створення комітетів для здійснення основної діяльності Асоціації.
- 16 лютого 2012 року НАБУ підписала Меморандум про партнерство та співпрацю з Національним банком України.
- 11 квітня 2012 року НАБУ підписала Меморандум про партнерство та співпрацю з Комітетом ВРУ з питань фінансів, банківської діяльності, податкової та митної політики.
- 17 травня 2012 року НАБУ підписала Меморандум про партнерство та співпрацю з Державною Фіскальною Службою України.
- 9 листопада 2012 року НАБУ підписала Меморандум про партнерство та співпрацю з Фондом гарантування вкладів фізичних осіб.
- 5 лютого 2013 року НАБУ підписала Меморандум про партнерство та співпрацю з Управлінням боротьби з кіберзлочинністю МВС України.
- 19 березня 2013 року НАБУ підписала Меморандум про партнерство та співпрацю з Державною службою фінансового моніторингу.
- 25 листопада 2013 року НАБУ підписала Меморандум про партнерство та співпрацю з Міністерством внутрішніх справ України.
- 27 січня 2014 року на засіданні Ради НАБУ новим Головою Ради обрано Романа Шпека.
- 13 березня 2015 року НАБУ підписала Меморандум про партнерство та співпрацю з Міністерством аграрної політики та продовольства України.
- З 16 червня 2025 року Новим Головою Ради НАБУ о брано Володимира Мудрого.
- з 7 лютого 2025 Виконавчим директором НАБУ став  Руслан Гриценко.
- 1 травня 2025 року НАБУ та Ukrainian Climate Office підписали Меморандум про співпрацю у сфері сталого фінансування.

## Місія
Всебічно сприяти розбудові стабільної фінансової системи України шляхом пошуку найбільш ефективних рішень для виконання нагальних завдань і вирішення проблем банківської системи, що максимально сприятиме збільшенню прибутковості бізнесу і розвитку національної економіки.

## Структура НАБУ

### Керівні органи
Вищим органом управління асоціацією є Загальні збори.
- У період між засіданнями Загальних зборів функції з управління Асоціацією виконує Рада.
- Виконавчим органом Асоціації є Виконавчий директор.
- Контроль за фінансово-господарською діяльністю Асоціації здійснює Ревізійна комісія.

### Рада асоціації
Складається з 11 представників банків, які обираються кожні 4 роки
Список членів Ради НАБУ
1. Мудрий Володимир Стефанович, Голова Ради НАБУ, Голова Правління АТ «ОТП БАНК»;
2. Полянчук Олена Василівна, Заступник Голови Ради НАБУ, Заступник Голови Правління, начальник юридичного департаменту АТ «УКРСИББАНК»
3. Волинець Данило Мефодійович, Член Ради НАБУ, Голова Наглядової Ради ПуАТ "КБ «АКОРДБАНК»
4. Гуріна Наталія Олександрівна, Член Ради НАБУ, Заступник Голови Правління АТ «РАЙФФАЙЗЕН БАНК»
5. Дубєй Володимир Володимирович, Член Ради НАБУ, Голова Правління АТ «ТАСКОМБАНК»
6. Гриценко Руслан Андрійович, Член Ради за посадою, Виконавчий директор НАБУ
7. Мороховський Вадим Вікторович, Член Ради НАБУ, Голова Правління ПАТ «Банк Восток»
8. Наумов Сергій Володимирович, Член Ради НАБУ, Голова правління АТ «Ощадбанк»
9. Панов Сергій Миколайович, Член Ради НАБУ, Голова Правління АТ «Банк Кредит Дніпро»
10. Черненко Сергій Павлович, Член Ради НАБУ,  Голова Правління АТ «ПУМБ»
11. Чернишова Лариса Петрівна, Член Ради НАБУ, Заступник Голови Правління АТ КБ «ПРИВАТБАНК» (з питань фінансів)

### Виконавчий директор
Виконавчим органом асоціації є Виконавчий директор, який обирається на 2 роки з можливістю переобрання на новий термін. З лютого 2025 року виконавчим директором є Руслан Гриценко.
Руслан Гриценко – кандидат економічних наук, докторант, досвідчений фінансист із понад 25-річним стажем роботи у банківському секторі. Він має унікальний досвід роботи як у комерційних банках, так і в Національному банку України. А також досвід впровадження світових практик корпоративного управління, плідної співпраці з міжнародними фінансовими установами, розуміння сучасних цифрових технологій та професійне бачення банківської діяльності з різних кутів зору: комерційного, пруденційного та державної політики.

## Комітети
Створені 6 комітети, у відповідності до визначених напрямків діяльності асоціації. Три з цик мкомітетів були створені у травні 2025 року. 
- Комітет з питань оподаткування та обліку;
- Комітет з питань регуляторної політики і комплаєнс;
- Комітет з питань правового забезпечення діяльності банків та захисту прав кредиторів.
- Іпотечний комітет;
- Комітет факторингу та торгового фінансування;
- ESG комітет.

## Проєктний офіс
Проєктний офіс асоціації займається  реалізацією низки проєктів у рамках затвердженої Стратегії НАБУ. Усі проєкти створюються та реалізовуються на основі потреб та тенденцій ринку. В окремі Проєкти виділені наступні напрямки діяльності НАБУ:
- Cashless
- Paperless
- Валютна лібералізація
- Рівні умови конкуренції
- Стратегія малих банків
- Digital Club: платіжні системи, безпека та IT
- BankID
- Розвиток агрокредитування
- Фінансова грамотність
- Всесвітній день заощаджень в Україні
- Міжнародна співпраця
- Центр навчання

## Клуби
Клуби НАБУ — структурні підрозділи Асоціації, до участі в яких залучаються представники усього фінансового сектора та які створюються для професійного спілкування за певними напрямками на постійній основі. Наразі в НАБУ створено 4 Клуби:
- Клуб Головних Бухгалтерів
- Клуб Юристів
- Digital Club
- Private Banking Club
- Банківський HR клуб, який очолив Роман Борисенко

## Основні напрямки діяльності НАБУ
- Відновлення кредитування;
- Валютна лібералізація;
- Новий формат банківського нагляду;
- Зменшення непродуктивних витрат банків (в тому числі проєкт Paperless);
- Виконання вимог Закону України «Про фінансову реструктуризацію»;
- Зменшення обігу готівкових коштів (Проєкт Cashless);
- Розвиток агросектору;
- Базель ІІІ;
- Створення рівних умов конкуренції;
- Захист малих банків;
- Захист кредиторів від податкових ризиків;
- Перехід банків на МСФЗ 9;
- Фінансовий моніторинг;
- Участь у розробці нових законодавчих ініціатив;
- Судова реформа;
- Фінансова грамотність

## Основні досягнення НАБУ
З кожного питання щодо регулювання державою діяльності банків (незалежно від його впливу на інтереси всіх чи лише частини банків) банківська спільнота повинна мати зважену активну позицію. Тому НАБУ стала голосом банків України, який доносить до громадськості та органів державної влади консолідовану думку банківської спільноти. Фахівцями НАБУ тільки за останні три роки (2014—2017 роки) опрацьовано понад 898 законопроєктів, надіслано 4015 листів з пропозиціями і отримано 3834 офіційних відповідей, проведено понад 3000 заходів.
- Скасовано оподаткування військовим збором доходів фізичних осіб за операціями з валютними цінностями;
- Банкам надано можливість списання в податковому обліку безнадійних кредитів через рік без податкових наслідків;
- Продовжено розмір ліміту резервування для цілей оподаткування на рівні 25 % до 2018 року;
- Скасовано деструктивну Постанову Уряду від 20.01.2016 р. № 37, якою встановлювалися дискримінаційні умови доступу банків до ринку виплат «бюджетникам», а також прямі преференції для державних банків;
- Скасовано обов'язок банку повертати строковий вклад на першу вимогу вкладника, що, з одного боку, зберегло за вкладником право вибору умов розміщення та термінів вкладу, а з іншого — надало банкам правові важелі для встановлення балансу пасивів і активів через врегулювання механізму повернення строкових депозитів;
- За ініціативи та при участі НАБУ реєстри нерухомості стали публічними, відкрито реєстр боржників, ведеться робота над наданням банкам можливості отримувати інформацію з податкових реєстрів, запроваджено інститут приватного виконання рішень;
- Ліквідовано монополію торгуючих організацій з продажу арештованого майна, забезпечено торги виключно в електронному вигляді, впроваджено особливу ставку;
- Захист та розвиток малих банків:
- Досягнуто пом'якшення графіку збільшення мінімального капіталу банків внаслідок прийняття Постанови НБУ № 58 (07.04.2016 р. прийнято Постанову № 242);
- Знято обмеження щодо відкриття кореспондентських рахунків у валюті 1-ї групи класифікатора НБУ в країнах з національною валютою іншої групи.
- Враховано ряд змін до Постанови Правління НБУ № 351:
  - Надано тестовий період для здійснення розрахунку кредитного ризику;
  -  Вдосконалено показники, що характеризують стан дефолту позичальника, оцінку фінансового стану позичальника.

## Законотворчість
НАБУ в тісній співпраці з профільним Комітетом ВРУ, державними органами влади, НБУ та банківською спільнотою вносить пропозиції та зауваження, заради вдосконалення законодавчих документів та ініціатив. З урахуванням пропозицій НАБУ були прийняті такі Закони України:
- «Про фінансову реструктуризацію» для урегулювання заборгованості корпоративного сектора перед фінансовими установами. При НАБУ вже функціонує Секретаріат на виконання Закону і проводить процедури фінансової реструктуризації.
- «Про внесення змін до Податкового кодексу України щодо забезпечення збалансованості бюджетних надходжень у 2017 році» № 5132 був прийнятий 20.12. 2016 року з урахуванням пропозицій НАБУ. А саме, в частині можливості списання в податковому обліку безнадійних кредитів через рік без податкових наслідків, а також продовження розміру ліміту резервування для цілей оподаткування на рівні 25 % до 2018 року.
- «Про спрощення процедур капіталізації та реорганізації банків». Закон дозволяє банкам, які не спроможні виконати план капіталізації НБУ, об'єднатися з іншим банком за спрощеною процедурою. Також Закон відкриває перед банками можливість припинити банківську діяльність без навантаження на Фонд гарантування вкладів фізичних осіб (ФГВФО). Додаткова перевага цього законодавчого документу в тому, що після виходу з банківського ринку юридична особа має право продовжувати працювати, в тому числі у фінансовій сфері.

## НАБУ та фінансова реструктуризація
НАБУ та Європейський банк реконструкції та розвитку об'єднали зусилля, щоб створити всі умови для ефективного впровадження механізму фінансової реструктуризації в Україні.
Відновлення кредитування економіки України неможливе без вирішення непрацюючих кредитів та зменшення частки проблемної заборгованості. Тому НАБУ свого часу активно підтримала ідею впровадження механізму фінансової реструктуризації в Україні і всіляко її просувала.
У грудні 2016 року Асоціація підписала Меморандум про технічну допомогу та співпрацю зі Спостережною Радою, створеною на виконання вимог Закону України «Про фінансову реструктуризацію». Секретаріат при НАБУ, створений Спостережною радою, проводить процедури фінансової реструктуризації і процедури вирішення спорів в арбітражі відповідно до положень Закону. Фінансову та логістичну підтримку діяльності секретаріату забезпечує НАБУ та ЄБРР.

## Підвищення фінансової грамотності населення
Підвищення рівня фінансової грамотності населення України — один з постійно діючих проєктів НАБУ, який був започаткований в 2012 році. Проєкт орієнтований на наступні цілі:
- Підвищення довіри до банківського сектора країни
- Створення культури управління власними фінансами
- Підвищення культури заощаджень
- Популяризація національної валюти
- Збільшення долі безготівкових розрахунків
- Створення культури позитивних кредитних історій
- Розширення сприйняття загальноекономічних концептів

Під час реалізації даного проєкту, НАБУ спільно із низкою партнерів проводить величезну кількість різноманітних заходів — відкриті уроки в школах, літніх таборах та дитячих будинках, окремий медіа-тури містами України, орієнтований на усі верстви населення від школярів до пенсіонерів (останній раз було охоплено 30 міст України), запущено єдиний інтернет-портал з фінансової грамотності http://www.finosvita.com.ua/, інформація на якому розподілена за цільовими аудиторіями, передбачений калькулятор особистого бюджету, онлайн екскурсія банком та багато іншого. Портал наповнюється на постійній основі усіма партнерами НАБУ, які беруть участь у реалізації Проєкту.
У рамках підвищення фінансової грамотності в 2012 році НАБУ спільно з фондом ощадних кас Німеччини Sparkasse було започатковано проведення міжнародного свята — Всесвітнього дня заощаджень в Україні. Історія цього свята бере свій початок в Мілані. Саме свято відмічається 31 жовтня. Напередодні свята, банки, які беруть участь у ВДЗУ (в середньому, це близько 35 провідних банків) протягом усього жовтня пропонують акційні продукти — в деяких банках це депозити з більш вигідною відсотковою ставкою, в деяких — спеціальні, святкові вклади (наприклад, дитячі). У відділеннях також проводяться дні відкритих дверей, діти беруть участь в конкурсах малюнків та ін. Треба відмітити, що серед основних завдань ВДЗУ є привчання дітей до заощаджень ще змалку та підвищення рівня довіри населення до банків та, як результат, заощаджень саме в банках, а не, як, на жаль, демонструють дослідження, «під матрацами». За результатом проведення свята освіченість дітей та батьків щороку суттєво зростає, а кількість вкладів дійсно збільшується, тому рік за роком наші члени продовжують брати участь у святкуванні ВДЗУ.
Окрема увага приділяється такій цільовій аудиторії як журналісти. Даний освітній напрямок був започаткований НАБУ в 2016 році спільно з EFSE та вже отримав всеукраїнське визнання. Тренінги, у яких беруть участь представники профільних медіа, націлені на роз'яснення основних макроекономічних показників, економічних нормативів, податкових аспектів та іншого.

## НАБУ та Міжнародна Банківська Рада
НАБУ є членом Міжнародної Банківської Ради країн СНГ, Центральної і Східної Європи, створеної для обміну професійним досвідом на постійній основі. Восени 2016 року НАБУ вперше організувала проведення чергового засідання Міжнародної Банківської Ради в Києві.

## Співпраця та партнерство
НАБУ має широке коло українських та міжнародних партнерів.
Серед міжнародних організацій, НАБУ тісно співпрацює з Міжнародним валютним фондом, ЄБРР, Світовим Банком та Міжнародною Фінансовою Корпорацією IFC, Фондом ощадних кас Німеччини Sparkasse, USAID, GIZ, EFSE, McKinsey&Company, Finalta, GfK та багатьма іншими.
Асоціацією за час свого існування підписані меморандуми про співпрацю та партнерство з державними органами влади, а саме з Національним банком України, Комітетом ВРУ з питань фінансів, банківської діяльності, податкової та митної політики, Державною податковою службою України, Фондом гарантування вкладів фізичних осіб, Нацкомфінпослуг, Міністерством аграрної політики та продовольства України, Міністерством внутрішніх справ України та Державною службою фінансового моніторингу України.
Підписані договори про співробітництво з багатьма громадськими організаціями та асоціаціями: Офісом ефективного регулювання BRDO, Асоціацією «Приватні інвестори України», ЕйСІАй Україна, Аграрним союзом України, Українською біржею, Торгово-промисловою палатою України, Професійною асоціацією реєстраторів і депозитаріїв, Українське кредитно-рейтингове агентство, Український союз промисловців і підприємців.
Велику кількість партнерів НАБУ має серед міжнародних банківських асоціацій. Зокрема, підписані Меморандуми про співробітництво та обмін досвідом з банківськими асоціаціями країн Центральної та Східної Європи (BACEE) Чорногорії (ABM), Вірменії, Таджикистану, Польщі, Росії, Білорусі, Грузії та інших.

## Третейский суд
Завданням постійно діючого Третейського суду, створеного при Асоціації 05.10.2015 р., є захист майнових і немайнових прав та охоронюваних законом інтересів фізичних чи юридичних осіб шляхом всебічного розгляду та вирішення спорів відповідно до закону.

## Центр навчання НАБУ
Центр навчання НАБУ — майданчик для професійного спілкування, на якому на постійній основі проводяться просвітницькі заходи (семінари, тренінги, круглі столи) для працівників банківських установ. Заходи проводяться провідними експертами (в тому числі — міжнародними), які дають рекомендації з пошуку правильних рішень проблемних питань у різних напрямках банківської діяльності (юридичні питання, оцінка ризиків, питання оподаткування і т. д.) та діляться міжнародним досвідом впровадження світових практик та стандартів (перехід до МСФЗ 9, впровадження Базель 3 та ін.).